# Aguilar de Campoo
Aguilar de Campoo é um município da Espanha na província de Palência, comunidade autónoma de Castela e Leão, de área 236,45 km² com população de 7346 habitantes (2004) e densidade populacional de 31,07 hab/km².

## Demografia
| Variação demográfica do município entre 1991 e 2004 | Variação demográfica do município entre 1991 e 2004 | Variação demográfica do município entre 1991 e 2004 | Variação demográfica do município entre 1991 e 2004 |
| --------------------------------------------------- | --------------------------------------------------- | --------------------------------------------------- | --------------------------------------------------- |
| 1991                                                | 1996                                                | 2001                                                | 2004                                                |
| 7496                                                | 7741                                                | 7435                                                | 7346                                                |